# Pulu-Vulkan
Der Pulu-Vulkan (chinesisch 普鲁火山, Pinyin Pulu huoshan) ist ein vor ca. 1.430.000 Jahren erloschener Vulkan
im Süden des westlichen Kunlun-Gebirges auf dem Gebiet von Hotan (Tianhe)  des Uigurischen Autonomen Gebiets Xinjiang im Nordwesten der Volksrepublik China. 